# サンドドレーン工法

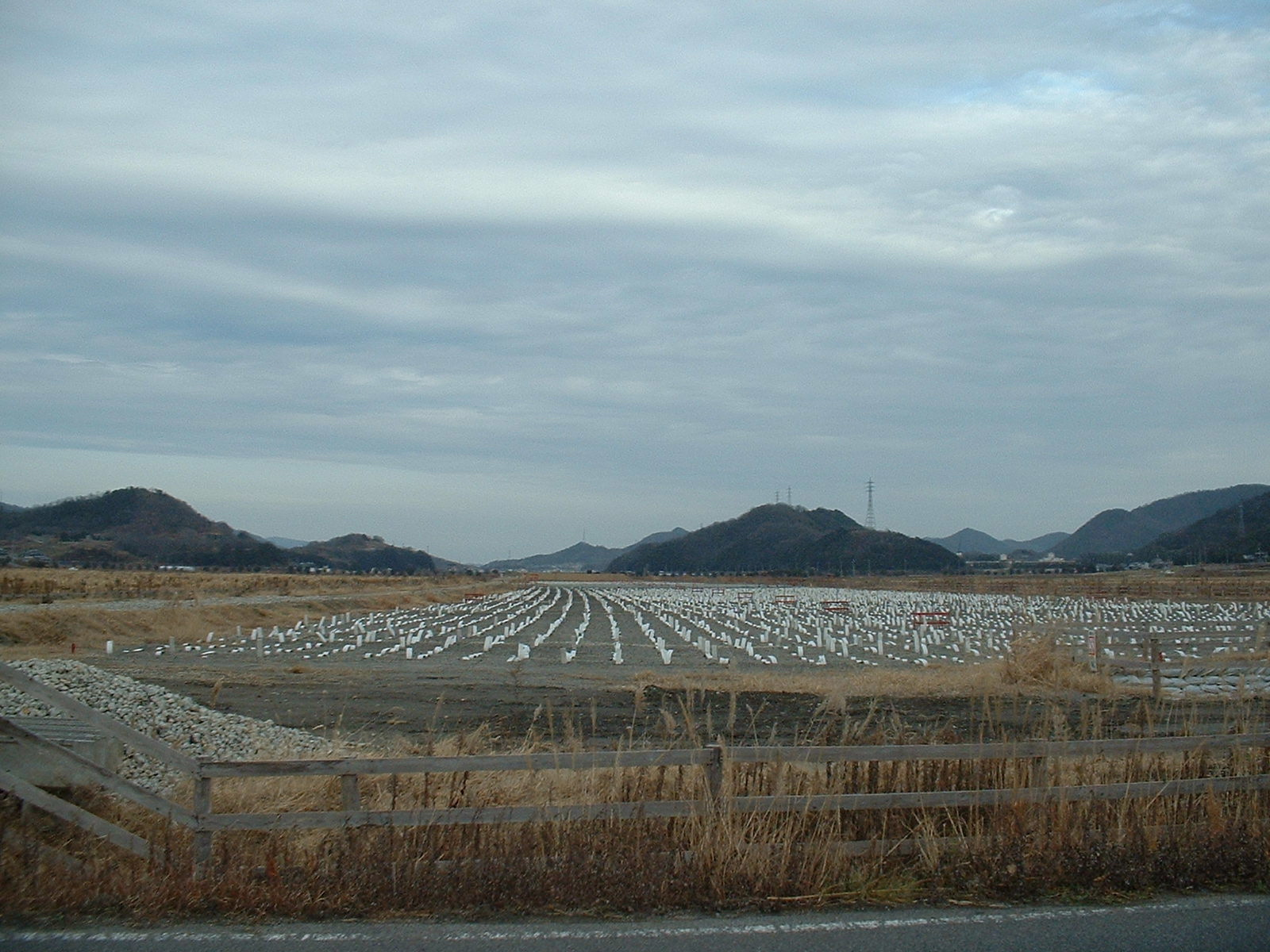
岡山県にある笠岡バイパス建設のためのサンドドレーン工法による地盤改良工事現場（2006年）

サンドドレーン工法（サンドドレーンこうほう、英語: sand drain method、SD工法（エスディーこうほう））は、水分の多い軟弱地盤の改良法の一つ。地中に30-50センチメートル程度の砂の柱を多数設置して、盛土などの荷重により排水を促す。

## 概要
軟弱な粘性土地盤中にケーシングパイプを貫入し、パイプ内の砂を排出しながら引抜き、鉛直の砂杭を多数打設して排水距離の短縮を図り圧密を促進する工法である。バーチカルドレーン工法の中では最も代表的な工法で、載荷盛土工法と併用されるケースが多い。

## 適用地盤
粘性土、有機質土

## 適用目的
護岸・埋立地・盛土の沈下促進・液状化現象対策

## 改良効果
- 粘性土：圧密沈下促進、せん断強度増加
- 砂質土：適用不可

## 長所
1. 他の原理の工法と比較して工事費が安価である。
2. ドレーン径が大きいため圧密の遅れが少ない。
3. 大型のバイブロハンマーを用いるため貫入能力が高い。
4. 大型施工機により大深度の施工が可能である。

## 短所
1. 沈下が収束するまで、圧密放置期間が必要である。
2. 振動・騒音が大きい。
3. 施工機が大型のため超軟弱地盤では別途対策が必要である。